# Uaboe
Uaboe is een district en plaats in Nauru, een eilandstaatje in Oceanië. Het district heeft een totale oppervlakte van 97 hectare en telde 337 inwoners op 1 januari 2006.
Oorspronkelijk was het district een gouw bestaande uit 6 afzonderlijke dorpen. In 1968 vond er grote fusieoperatie plaats met als resultaat dat nog slechts één kern overblijft, Waboe.
Aiwo · Anabar · Anetan · Anibare · Baiti · Boe · Buada · Denigomodu · Ewa · Ijuw · Meneng · Nibok · Uaboe · Yaren